# Dança do abelhão
Denomina-se dança do abelhão um antigo rito funerário em que todos os familiares e assistentes presentes no velório de um cadáver, de mãos unidas, davam voltas ao redor do corpo imitando o som de um abelhão. Este ritual fora recolhido por Alfredo Brañas a partir de um velório que ele mesmo participou em Vilanova de Arousa (Pontevedra) e constitui um dos casos mais particulares das práticas tradicionais galegas relacionadas à morte.

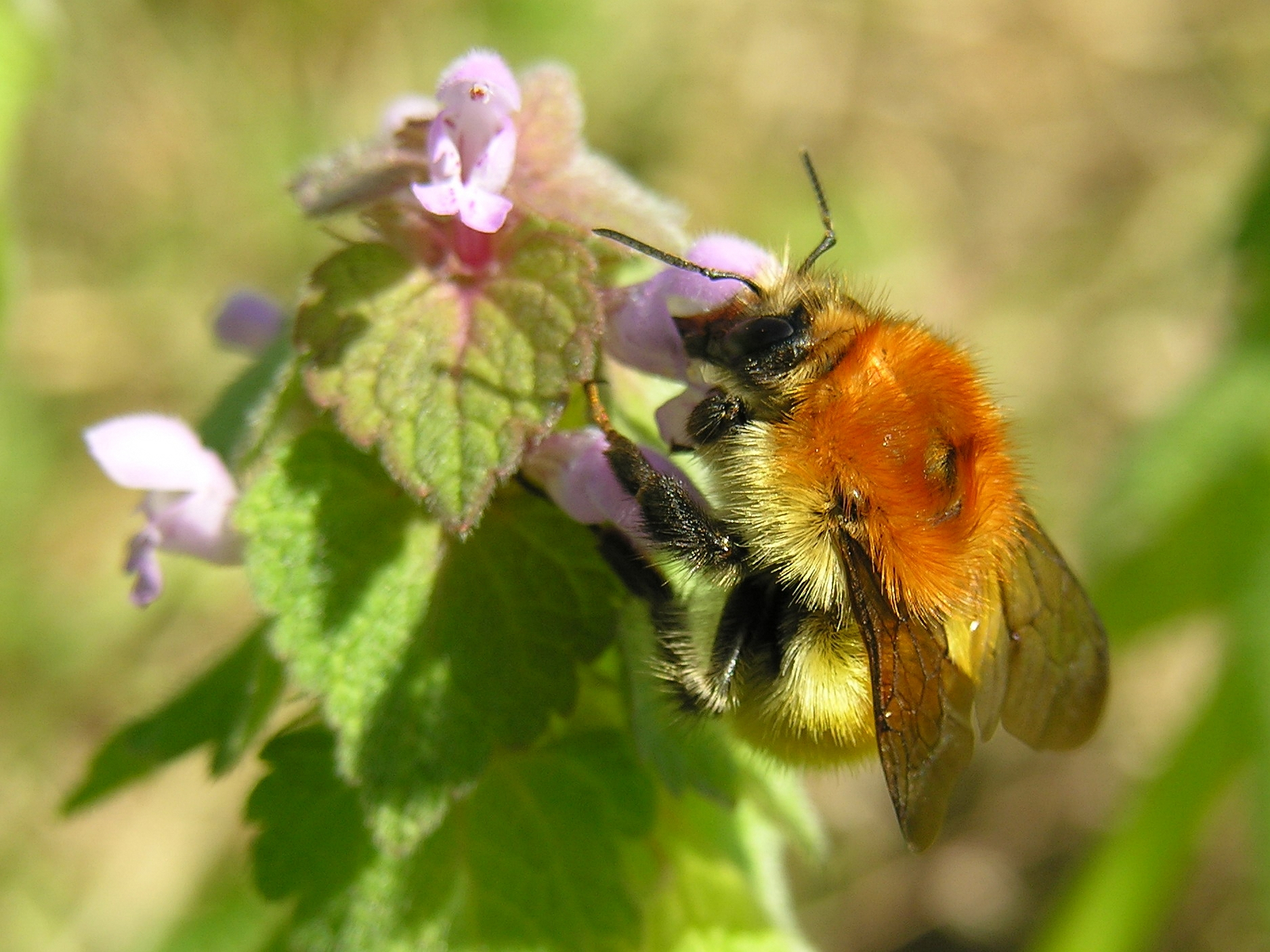
Um abelhão

Havia a crença de que se algum dos participantes falasse ou interrompesse a dança por qualquer causa, seria o primeiro dos presentes a morrer.

## Adança do abelhão
Brañas descreveu a dança do abelhão em um longo poema intitulado O Avellón, premiado com um accésit em um certame de poesia celebrado na Corunha, 24 de agosto de 1884, e publicado em La Voz de Galicia nos dias 24, 25 e 27 desse mesmo mês. Posteriormente foi publicado n'O Tio Marcos d’a Portela.

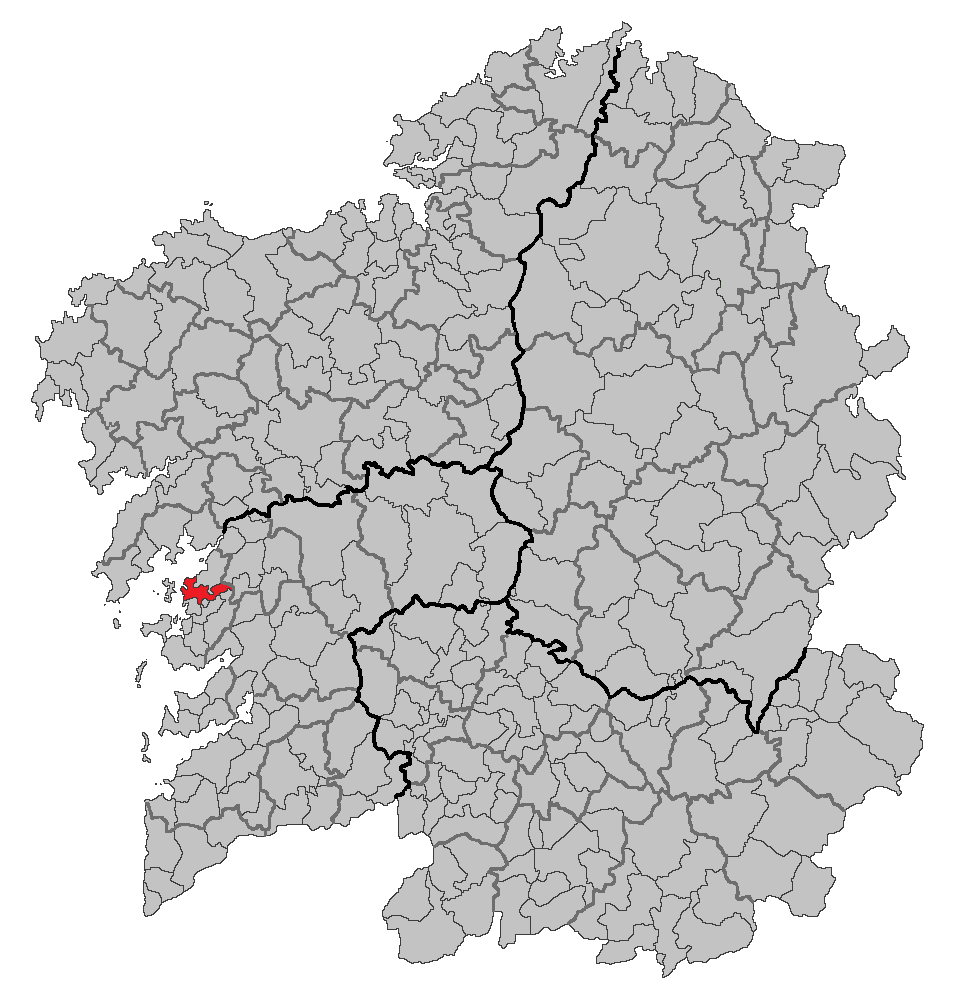
Situação de Vilanova de Arousa

Segundo o relato de Brañas, foi o caso que morreu uma vizinha e o avisaram para assistir ao velório. Pouco a pouco foram acudindo familiares e vizinhos a despedir-se da morta e louvar as suas bondades. Ao pouco alguém levou uma garrafa de aguardente e uma enchente de sardinhas salgadas, seguida dos habituais jogos de prendas. Por fim, todos juntos, entraram na habitação onde estava a morta.

## Origens da dança do abelhão
As possíveis raízes do ritual parecem estar relacionadas com a crença de que as abelhas representam a alma que sai do corpo do defunto. Assim o explica a Real Academia da mão de Manuel Murguía (en Galicia, 1888):